# Toray Pan Pacific Open 2019
Toray Pan Pacific Open 2019 - жіночий професійний тенісний турнір, що проходив на відкритих кортах з твердим покриттям ITC Utsubo Tennis Center в Осаці (Японія). Це був 36-й за ліком Toray Pan Pacific Open. Належав до серії Premier в рамках Туру WTA 2019. Тривав з 16 до 22 вересня 2019 року.

## Очки і призові

### Нарахування очок
| Дисципліна       | П   | Ф   | ПФ  | ЧФ  | 1/8 | 1/16 | Q   | Q2  | Q1  |
| Одиночний розряд | 470 | 305 | 185 | 100 | 55  | 1    | 25  | 13  | 1   |
| Парний розряд    | 470 | 305 | 185 | 100 | 1   | Н/Д  | Н/Д | Н/Д | Н/Д |

### Призові гроші
| Дисципліна       | П        | F       | ПФ      | ЧФ      | 1/8     | 1/16*  | Q2     | Q1     |
| Одиночний розряд | $137,125 | $76,063 | $39,080 | $21,010 | $11,265 | $7,150 | $3,447 | $1,750 |
| Парний розряд    | $42,850  | $22,900 | $12,510 | $6,365  | $3,460  | Н/Д    | Н/Д    | Н/Д    |

↑ 
↑ 

## Учасниці основної сітки в одиночному розряді

### Сіяні пари
| Країна     | Гравчиня            | Рейтинг1 | Сіяна |
| ---------- | ------------------- | -------- | ----- |
| Японія     | Наомі Осака         | 4        | 1     |
| Нідерланди | Кікі Бертенс        | 8        | 2     |
| США        | Слоун Стівенс       | 14       | 3     |
| Німеччина  | Анджелік Кербер     | 15       | 4     |
| США        | Медісон Кіз         | 16       | 5     |
| Латвія     | Анастасія Севастова | 18       | 6     |
| Хорватія   | Донна Векич         | 21       | 7     |
| Хорватія   | Петра Мартич        | 23       | 8     |
| Бельгія    | Елісе Мертенс       | 24       | 9     |

- Рейтинг подано станом на 9 вересня 2019

### Інші учасниці
Учасниці, що потрапили до основної сітки завдяки вайлд-кард:
- Місакі Дой
- Нао Хібіно

Гравчині, що потрапили до основної сітки через стадію кваліфікації:
- Алізе Корне
- Заріна Діяс
- Варвара Флінк
- Ніколь Гіббс
- Хань Сіньюнь
- Вікторія Томова

Такі тенісистки потрапили в основну сітку як Щасливі лузери:
- Вітні Озугве
- Катажина Кава

### Відмовились від участі
- Б'янка Андрееску → її замінила  Моніка Пуїг
- Белінда Бенчич → її замінила  Алісон Ріск
- Анетт Контавейт → її замінила  Анастасія Павлюченкова
- Петра Мартич → її замінила  Катажина Кава
- Анастасія Севастова → її замінила  Вітні Озугве
- Маркета Вондроушова → її замінила  Юлія Путінцева

### Знялись
- Медісон Кіз (травма лівої ступні)

## Учасниці основної сітки в парному розряді

### Сіяні пари
| Країна            | Гравчиня             | Країна            | Гравчиня           | Рейтинг1 | Сіяна |
| ----------------- | -------------------- | ----------------- | ------------------ | -------- | ----- |
| Німеччина         | Анна-Лена Гренефельд | Нідерланди        | Демі Схюрс         | 24       | 1     |
| Китайський Тайбей | Чжань Хаоцін         | Китайський Тайбей | Латіша Чжань       | 32       | 2     |
| США               | Ніколь Мелічар       | Чехія             | Квета Пешке        | 38       | 3     |
| Хорватія          | Дарія Юрак           | Словенія          | Катарина Среботнік | 82       | 4     |

- Рейтинг подано станом на 9 вересня 2019

### Інші учасниці
Нижче наведено пари, які отримали вайлдкард на участь в основній сітці:
- Момоко Коборі /  Аяно Сімідзу

Наведені нижче пари отримали місце як заміна:
- Франсеска Ді Лорензо /  Катажина Кава

### Знялись з турніру
До початку турніру
- Анастасія Севастова (хворобу шлунково-кишкового тракту)

## Переможниці та фіналістки

### Одиночний розряд
- Наомі Осака —  Анастасія Павлюченкова, 6–2, 6–3

### Парний розряд
- Чжань Хаоцін /  Латіша Чжань —  Сє Шувей /  Hsieh Yu-chieh, 7–5, 7–5